# Vita Sackville-West

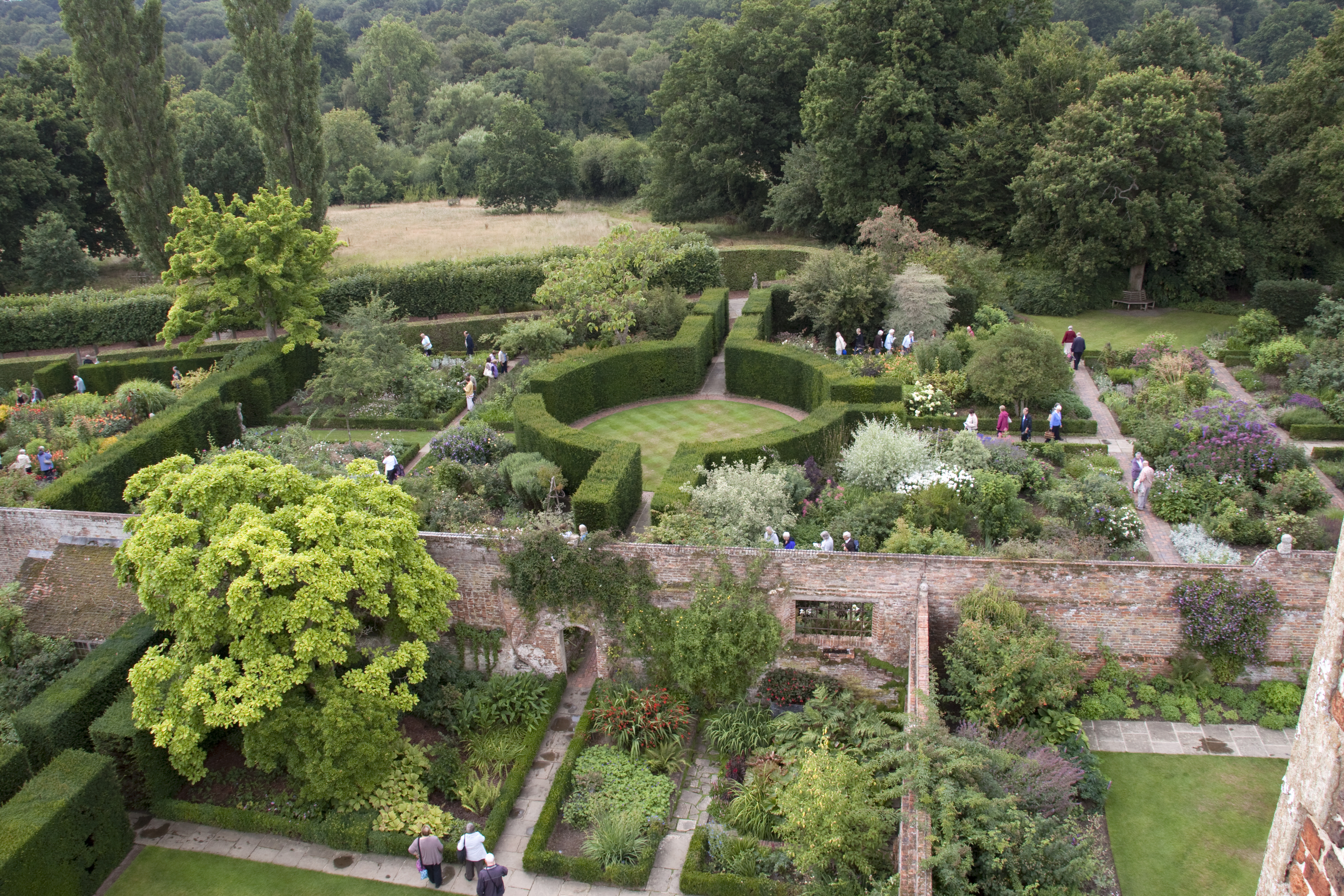
Sissinghurst slottsträdgård.

Victoria Mary "Vita" Sackville-West, Lady Nicolson CH, född 9 mars 1892 på Knole House nära Sevenoaks, Kent, död 2 juni 1962 på Sissinghurst Castle, Kent, var en brittisk författare och poet. Hon var känd för sina många relationer och för sin moderna livsstil. Sackville-West belönades två gånger med Hawthornden Prize.

## Biografi

### Bakgrund
Vita Sackville-West var dotter till Lionel Sackville-West, 3:e baron Sackville, och dennes hustru och kusin Victoria Sackville-West, utomäktenskaplig dotter till Lionel Sackville-West, 2:e baron Sackville och den spanska dansösen Josefa de la Oliva (född Durán y Ortega), känd som Pepita.
Vita var uppvuxen på familjegodset Knole House, som efter faderns död övergick till dennes bror Charles Sackville-West, 4:e baron Sackville. Smeknamnet Vita fick hon för att man skulle kunna skilja henne från modern, som hade samma förnamn.

### Berömmelse
Vita Sackville-West blev berömd för sitt överdådiga aristokratiska liv, sitt originella och starka äktenskap med sir Harold Nicolson och sina passionerade relationer till andra kvinnor, inklusive författaren Virginia Woolf. Sackville-West fungerade som förebild för titelpersonen i Woolfs roman Orlando. 1922 presenterade hon på uppdrag av brittiska kungahuset en frimärksstor bok för Queen Mary's Doll's House, vilket idag finns utställt i Windsor Castle. Boken, som skrevs fyra år före Orlando, handlar om en naturande utan ålder som reser mellan olika tidsepoker.
Hennes långa berättande dikt "The Land" vann Hawthornden Prize 1926. Hon vann samma pris igen 1933 för sin diktsamling Collected Poems. Hon är den enda författaren som fått priset två gånger. Via sitt sällskapsliv blev hon bekant med och tidvis finansiär av Bloomsburygruppen och dess verksamhet.
Vita Sackville-West tilldelades en Order of the Companions of Honour 1947 för sina litterära bidrag. Hon deltog aktivt i utformandet av sina trädgårdar vid Sissinghurst i Kent. 

### Familj
I sitt äktenskap med diplomaten sir Harold Nicolson födde Vita Sackville-West två söner – (Lionel) Benedict Nicolson och Nigel Nicolson.